# Steinmühle (Parsberg)
Steinmühle ist ein Gemeindeteil der Stadt Parsberg im Landkreis Neumarkt in der Oberpfalz.

## Geographie
Die Einöde liegt 2,2 km nordwestlich des Ortskerns von Parsberg innerhalb der Oberpfälzer Alb.

## Geschichte
Im Jahr 1305 erwarb ein Dietrich von Parsberg Kunertshofen (Chunershouen). Im Lupburger Urbar aus dem Jahre 1300 wird die Steinmühle genannt, möglicherweise ist das genannte Kunertshofen mit der heutigen Steinmühle identisch. Die Steinmühle wurde auch vom Neuburger Pflegeamt Lupburg beansprucht. Im Lupburger Lager- und Steuerregister aus dem Jahr 1787 ist verzeichnet, dass die Mühle 1747 ohne Aequivalent nach Parsberg cedirt (abgetreten) wurde. Vorher habe sie sieben Gulden und 45 Kreuzer Steuer nach Lupburg entrichtet. Bei einem Brand wurde die Mühle stark zerstört, aber an gleicher Stelle wieder aufgebaut. Um 1920 kam zur Getreidemühle noch ein Sägewerk hinzu.
Jahre vorher wurde in der Steinmühle auch Gipsmehl hergestellt, aus dem Gipssteine gefertigt wurden, die man zum Düngen der Felder und Wiesen verwendete. Im Laufe der Zeit wurden Mühle und Säge stillgelegt.

## Sehenswürdigkeiten
In der Liste der Baudenkmäler in Parsberg ist für Steinmühle ein Baudenkmal aufgeführt:
- Das Mühlengebäude (Steinmühle 1) vom Anfang des 18. Jahrhunderts ist ein zweigeschossiger Walmdachbau mit Aufzugsgaube und Putzgliederungen. Zum Mühlenensemble gehören
  - ein Stadel aus dem 18./19. Jahrhundert, ein zweigeschossiger und traufständiger Satteldachbau mit zwei Einfahrtstoren und verbrettertem Giebel.
  - Stall und Remise, ein eingeschossiger und traufständiger Satteldachbau aus dem 18./19. Jahrhundert.

## Verkehr
Steinmühle liegt an der Staatsstraße 2220 und an der Schwarzen Laber. Nördlich verläuft die A 3.